# Peugeot Partner Rapid
Der Peugeot Partner Rapid ist ein in Brasilien gebauter Kleintransporter des französischen Automobilherstellers Peugeot.

## Geschichte
Vorgestellt wurde das Fahrzeug im Mai 2022 als Nachfolger der ersten Partner-Generation, die bis Ende 2021 in Brasilien gefertigt wurde. Die Markteinführung in Brasilien erfolgte kurz darauf, zwei Ausstattungsvarianten sind verfügbar. Technisch baut der Partner Rapid auf dem 2013 in Brasilien eingeführten Fiat Fiorino auf. Die Fusion zum Stellantis-Konzern macht dies kostengünstig möglich. Die Produktion erfolgt in Betim.

## Technische Daten
Angetrieben wurde der Kleintransporter zunächst von einem 1,4-Liter-Ottomotor, der für den in Brasilien weit verbreiteten Flexfuel-Betrieb ausgelegt ist. Die maximale Leistung liegt bei 63 kW (86 PS). Die Höchstgeschwindigkeit gibt Peugeot mit 160 km/h an. Dieser Motor wurde im Januar 2025 durch einen 1,3-Liter-Ottomotor abgelöst, der ebenfalls den Flexfuel-Betrieb erlaubt. Hier liegt die maximale Leistung bei 79 kW (107 PS). Der Laderaum des Zweisitzers ist über zwei seitlich angeschlagene Hecktüren, die sich um 180° drehen lassen, zugänglich. Das Ladevolumen beträgt 3,3 m³, die maximale Zuladung 650 kg.
|                            | Fire 1.4 8V Evo Flex                               | Firefly 1.3 Flex                                    |
| Bauzeitraum                | 05/2022–01/2025                                    | seit 01/2025                                        |
| Motorkenndaten             |                                                    |                                                     |
| Motortyp                   | R4-Ottomotor                                       | R4-Ottomotor                                        |
| Motoraufladung             | —                                                  | —                                                   |
| Verdichtungsverhältnis     | 12,25 : 1                                          | 13,2 : 1                                            |
| Hubraum                    | 1368 cm³                                           | 1332 cm³                                            |
| max. Leistung bei min−1    | 62 kW (84 PS) / 6000 Ethanol: 63 kW (86 PS) / 6000 | 72 kW (98 PS) / 6000 Ethanol: 79 kW (107 PS) / 6250 |
| max. Drehmoment bei min−1  | 116 Nm / 4000 Ethanol: 120 Nm / 4000               | 129 Nm / 4250 Ethanol: 134 Nm / 4000                |
| Kraftübertragung           |                                                    |                                                     |
| Antrieb                    | Vorderradantrieb                                   | Vorderradantrieb                                    |
| Getriebe                   | 5-Gang-Schaltgetriebe                              | 5-Gang-Schaltgetriebe                               |
| Messwerte                  |                                                    |                                                     |
| Höchstgeschwindigkeit      | 158 km/h Ethanol: 160 km/h                         | 165 km/h Ethanol: 170 km/h                          |
| Beschleunigung, 0–100 km/h | 14,7 s Ethanol: 13,7 s                             | 12,5 s Ethanol: 11,5 s                              |
| Leergewicht                | 1102–1131 kg                                       | 1128 kg                                             |
| Tankinhalt                 | 55 l                                               | 55 l                                                |